# Ковалёв, Константин Сергеевич
Константи́н Серге́евич Ковалёв (род. 14 января 2000, Курск) — российский футболист, защитник ульяновской «Волги».

## Биография
В 2015—2016 годах играл за любительский клуб «Пены» из посёлка имени Карла Либкнехта.
В 2017 году присоединился к молодёжной команде «Авангарда». С сезона 2018/19 — в составе основной команды «Авангарда». Дебютировал в первенстве ФНЛ 7 июля 2019 года в домашней игре против «Ротора» (0:3) — вышел в стартовом составе. На 12-й минуте получил первую жёлтую карточку, на 23-й — вторую и был удалён с поля. Провёл в сезоне 18 игр, забил один мяч.
В мае 2020 года «Ростов» трижды делал предложение «Авангарду» о переходе Ковалёва, но получал отказ. Однако вскоре клубы договорились о переходе. Дебютировал в РПЛ 19 августа 2020 в гостевом матче третьего тура против «Динамо» (0:2), выйдя на 87-й минуте.
22 сентября 2020 года был отдан в годичную аренду в «Балтику». 28 декабря 2021 года вновь пополнил «Балтику» на правах аренды. Однако 8 апреля 2022 года получил серьёзную травму и не провёл за клуб ни одного матча. 23 февраля 2023 года на правах аренды вернулся в «Авангард».
19 июля 2023 года будучи свободным агентом перешёл в «Леон Сатурн». 18 февраля 2024 года после прохождения просмотра подписал контракт с московским «Торпедо». В мае 2024 года контракт с «Торпедо» был расторгнут.
18 июня 2024 года стал игроком ульяновской «Волги». В сезоне 2024/25 стал серебряным призёром Второй лиги (дивизион «А»).

## Статистика выступлений
| Выступление       | Выступление       | Выступление      | Лига | Лига | Кубки | Кубки | Еврокубки | Еврокубки | Итого | Итого |
| Клуб              | Лига              | Сезон            | Игры | Голы | Игры  | Голы  | Игры      | Голы      | Игры  | Голы  |
| ----------------- | ----------------- | ---------------- | ---- | ---- | ----- | ----- | --------- | --------- | ----- | ----- |
| Авангард          | ФНЛ               | 2019/20          | 18   | 1    | 1     | 0     | —         | —         | 19    | 1     |
| Авангард          | Итого             | Итого            | 18   | 1    | 1     | 0     | —         | —         | 19    | 1     |
| Ростов            | РПЛ               | 2020/21          | 1    | 0    | 0     | 0     | 0         | 0         | 1     | 0     |
| Ростов            | Итого             | Итого            | 1    | 0    | 0     | 0     | 0         | 0         | 1     | 0     |
| → Балтика         | ФНЛ               | 2020/21          | 22   | 0    | 0     | 0     | —         | —         | 22    | 0     |
| → Балтика         | Итого             | Итого            | 22   | 0    | 0     | 0     | —         | —         | 22    | 0     |
| → Авангард        | Вторая лига       | 2022/23          | 11   | 1    | 0     | 0     | —         | —         | 11    | 1     |
| → Авангард        | Итого             | Итого            | 11   | 1    | 0     | 0     | —         | —         | 11    | 1     |
| Леон Сатурн       | Вторая лига («Б») | 2023             | 13   | 1    | 2     | 0     | —         | —         | 15    | 1     |
| Леон Сатурн       | Итого             | Итого            | 13   | 1    | 2     | 0     | —         | —         | 15    | 1     |
| Торпедо (Москва)  | Первая лига       | 2023/24          | 1    | 0    | 0     | 0     | —         | —         | 1     | 0     |
| Торпедо (Москва)  | Итого             | Итого            | 1    | 0    | 0     | 0     | —         | —         | 1     | 0     |
| Волга (Ульяновск) | Вторая лига («А») | 2024/25          | 26   | 1    | 1     | 0     | —         | —         | 27    | 1     |
| Волга (Ульяновск) | Первая лига       | 2025/26          | 5    | 0    | 0     | 0     | —         | —         | 5     | 0     |
| Волга (Ульяновск) | Итого             | Итого            | 31   | 1    | 1     | 0     | —         | —         | 32    | 1     |
| Всего за карьеру  | Всего за карьеру  | Всего за карьеру | 97   | 4    | 4     | 0     | 0         | 0         | 101   | 4     |

## Достижения
«Волга» (Ульяновск)
- Серебряный призёр Второй лиги (дивизион «А»): 2024/25